# Öveges József
Öveges József (Páka, 1895. november 10. – Budapest, 1979. szeptember 4.) piarista szerzetes, fizikus, pap, középiskolai és egyetemi tanár, cserkészvezető.

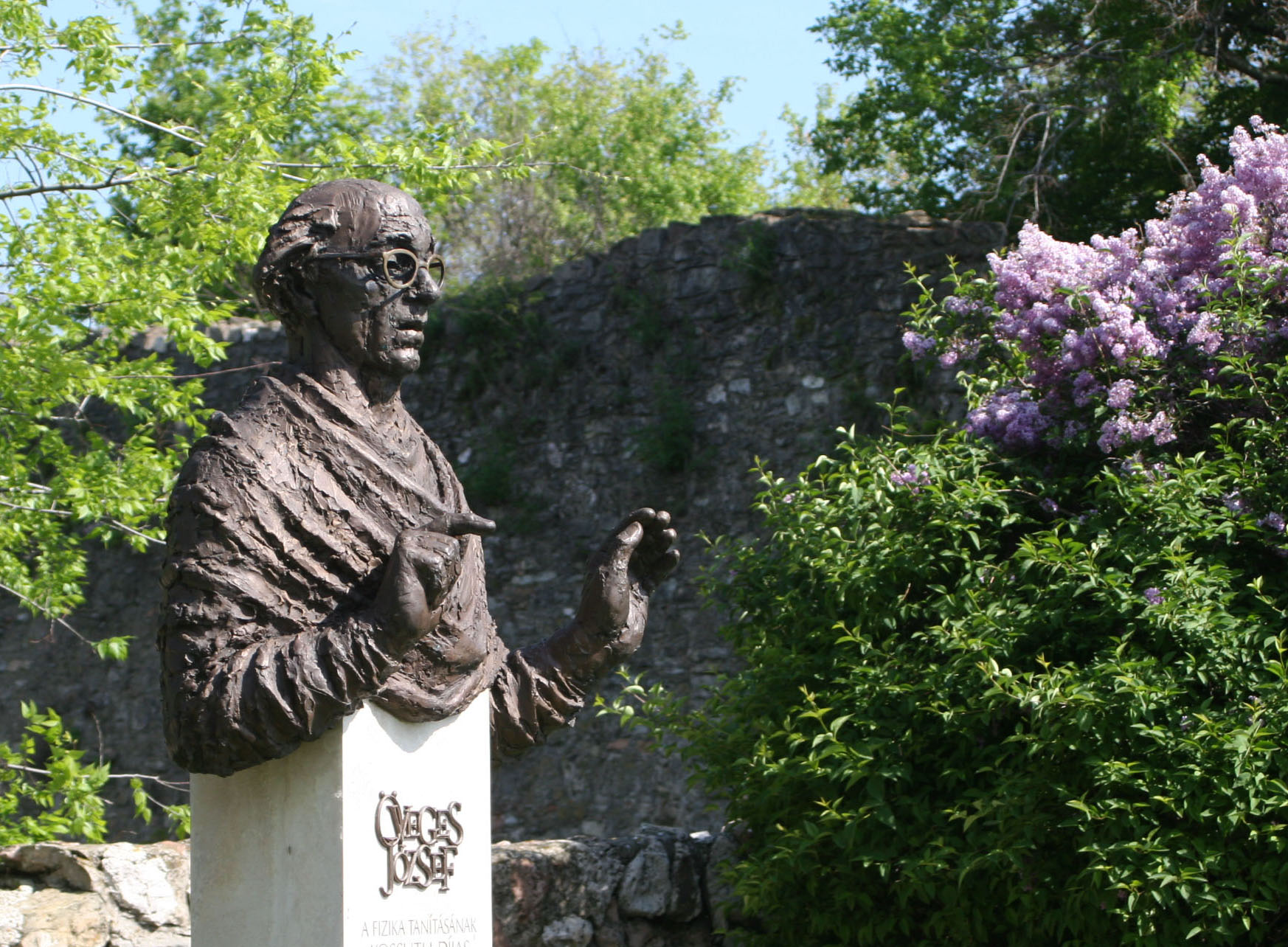
Öveges József mellszobra eredeti állapotában Tatán, az Öreg-tó partján

## Gyermekkora és tanulmányai
A családi hagyomány szerint ősei – apai ágon – legalább kétszáz évig visszamenőleg népiskolai tanítók voltak. Édesapja Öveges József (1871–1910) volt, Öveges Alajos (1837–1906) iskolai tanító fia, aki a Dunántúl több községében is tanított. Édesanyja Mihálovics Ilona (1877–1953), Mihálovics István pákai körorvos (1840–1892) leánya volt. Szülei a Zala vármegyei Göcsejben, Páka községben éltek, amikor legidősebb fiúként 1895. november 10-én megszületett József, akinek később még három testvére született.
Egyik testvéröccsének unokája Öveges Enikő (1968–2022), az ELTE Bölcsészettudományi Kar Angol-Amerikai Intézet Angol Alkalmazott Nyelvészeti Tanszék vezetője és docense.
Az elemi iskola első öt osztályát 1901-től 1906-ig a Győr vármegyei Péren végezte, utóbb a település a tiszteletére róla nevezte el az intézményt. Ezután szülei a győri bencés gimnáziumba adták. Tizennégy éves korában, 1910-ben meghalt az édesapja, de édesanyja tovább taníttatta. Mivel a bencés rendnek nem minden tagja foglalkozott tanítással, ezért szerzetesi családjául a legnagyobb tanító rendet, a piaristákat választotta. A piarista rendbe 1912-ben, tizenhét éves korában vették fel, és szerzetesi újoncévét – a noviciátust – a váci rendházban töltötte. A gimnázium VII. és VIII. osztályát kitűnő eredménnyel végezte a kecskeméti piaristáknál, és 1915-ben hasonló eredménnyel érettségizett.
Egyetemi tanulmányait mint matematika-fizika szakos tanárjelölt a budapesti Pázmány Péter Tudományegyetemen (ma Eötvös Loránd Tudományegyetem) végezte, ezzel párhuzamosan a piarista rend pesti hittudományi főiskoláján teológiai tanulmányokat is folytatott. Közben 1917. december 24-én letette az ünnepélyes fogadalmat. Szaktárgyaiból az összes vizsgát kitüntetéssel teljesítette. A későbbi Nobel-díjas Hevesy György professzor egyetemi tanársegédi kinevezésre terjesztette fel.
A piarista rend 1919. szeptember elsejétől a szegedi Piarista Gimnáziumba helyezte, ahol 1919. december 16-án tette le a tanári vizsgát. A tanári oklevél megszerzése után középiskolai tanárként tanított. 1920. július 4-én szentelték pappá, így vált teljes értékű piarista tanárrá.

## Munkássága

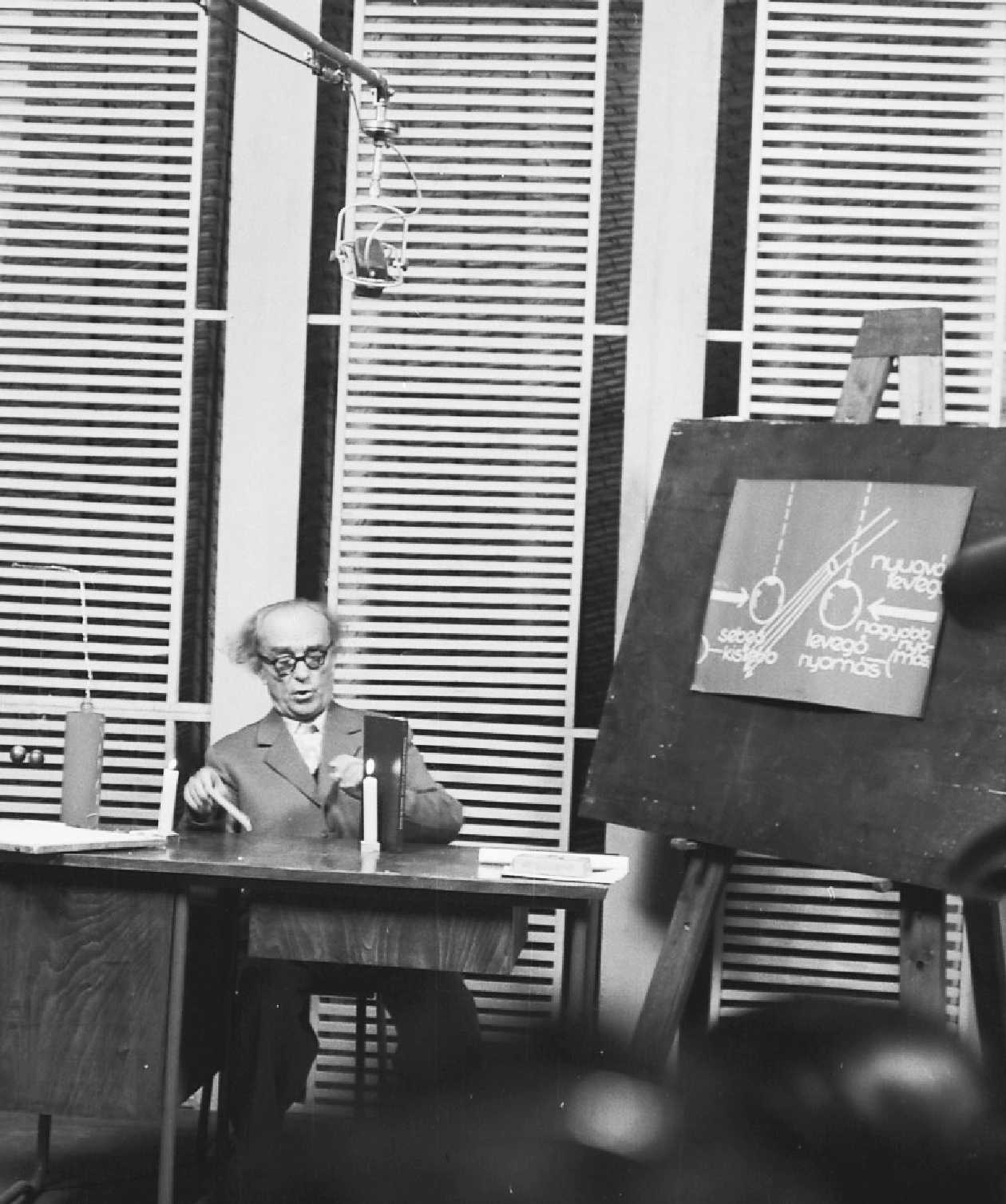
Öveges József a Magyar Televízió stúdiójában (1967)

1919–1922 között kezdte pályáját Szegeden, a piarista gimnáziumban, ahol mennyiségtant, vallástant, történelmet és földrajzot tanított, fizikát akkor még nem. Egyik alapítója volt a gimnázium 82. sz. Zrínyi cserkészcsapatának, amely 1922. évi nyári táborát szülőfaluja, Páka mellett tartotta. 1922–1924 között Tatán volt tanár, szintén a piarista rend gimnáziumában. Ekkor jelent meg első zsebkönyve, melyet az újságban szellemesen így hirdetett: „Adja el esernyőjét és vegye meg Öveges József: Időjóslás és időhatározás című könyvét”. 1924-ben Vácra került a piarista gimnáziumba, de 1930-tól ismét a tatai piarista gimnáziumban lett tanár. Ezekben az években írta első tankönyveit (pl. Kis fizika). Szerette a természetet járni, többféle sportot űzött, rendszeresen úszott, télen korcsolyázott. Az Öreg-tó jegén reverendában korcsolyázva találta ki a vitorlás korcsolyázást. Sok időt töltött a fiatalok testi, szellemi nevelésével egyaránt, például a 146. számú Révai Miklós Cserkészcsapat cserkésztisztjeként. 1940-ben Budapestre került, ahol 1946-ig a piarista gimnázium tanáraként dolgozott.
A budapesti piarista gimnázium 1946/1947. tanévi évkönyvében a következők szerepelnek: „Öveges Józsefet a tartományfőnök úr erre a tanévre felmentette a gimnáziumi tanítás alól és megengedte neki, hogy a Magyar József Nádor Műegyetem Gazdasági Szaktanárképző Intézetében a négy évfolyam hallgatóinak teljes fizikai képzését elvállalja.” Öveges József középiskolai tanári működése ezzel lezárult, majd 1947–1948-ban a Magyar Közgazdaságtudományi Egyetem intézeti tanára, illetve 1948–1955 között a Budapesti Pedagógiai Főiskola Fizika Tanszékének tanszékvezető főiskolai tanáraként oktatott. 1955-ben a Budapesti Pedagógiai Főiskola megszűnésekor saját kérésére nyugdíjba vonult. Később 1958-ban a Miskolci Nehézipari Műszaki Egyetemre hívták tanszékvezető egyetemi tanárnak, de ezt visszautasította.
Öveges József az 1948-ban alapított Kossuth-díj első kitüntetettjei közé tartozott. A díjjal járó pénzből és egyéb támogatásokból öröklakást vásárolt magának Budán, a Széll Kálmán tér közelében, a Varsányi Irén utca 33. szám alatt, és elöljárói engedéllyel kiköltözött a rendházból, ahova azonban később is visszajárt ebédelni.
A természettudomány népszerűsítésének egyik legkiemelkedőbb alakjaként nagyon sokat tett a tudományos igényű ismeretterjesztés területén, többek között a Tudományos Ismeretterjesztő Társulaton (TIT) keresztül, amelyben több mint harminc éven át az országos elnökség tagja volt. Szerkesztőbizottsági tagként 1953-tól részt vett az Élet és Tudomány című hetilap munkájában is. Ő vezette főszerkesztőként 1958-tól a Magyar Televízió 100 kérdés – 100 felelet című műsorát, ez a népszerű adás 135 alkalommal volt műsoron. Legkedvesebb kísérleteim című műsorában egyszerűen elvégezhető, mégis látványos kísérleteket mutatott be, miközben élvezetesen, magával ragadó lelkesedéssel és könnyen érthetően el is magyarázta azokat. A Magyar Rádióban 256 előadást tartott.
Az élete hátralévő éveiben is fegyelmezett, szigorú rend szerint élt, rendszeresen hajnalban kelt. Minden évben csupán július végén vagy augusztus elején engedélyezett magának két-három hetes nyári szünetet. Ezt a szabadságot szülőföldjén, Pákán töltötte. Halála előtt egy héttel még rádiós riporton dolgozott. 1979. szeptember elején agyvérzéssel kórházba szállították, és néhány nap múlva meghalt. 1979. szeptember 14-én a budapesti Farkasréti temetőben volt a szállítás előtti beszentelése. Szeptember 18-án temették el Zalaegerszegen, díszsírhelye – kívánságának megfelelően – édesanyja sírjának közelében van.

## Kitüntetések
- 1948: Kossuth-díj
- 1962: Bugát-emlékérem
- 1963, 1964, 1968: Rádió és Televízió nívódíja
- 1964: Tata város díszpolgára
- 1970: SZOT-díj
- 1972: TIT aranykoszorús jelvény
- 1974: Prométheusz-érem (Az Eötvös Loránd Fizikai Társulat által alapított díjat elsőként kapta meg)
- 2022: Magyar Örökség díj /posztumusz/

## Főbb publikációi
- 1924: Időjóslás és időhatározás. Meteorológia
- 1929: Időjóslás – időmeghatározás
- 1935: Összefoglaló kérdések a fizikából
- 1936: 1937. „Fejezetek egy tanári noteszból”
- 1939: Kis Fizika. Az egész fizika a gimnázium III. osztálya számára. Tankönyv
- 1941: Fizika. Mechanika, hangtan, hőtan. Tankönyv a gimnázium VII. osztálya számára
- 1942: Fizika. Mágnesség, elektromosság, fénytan. Tankönyv a gimnázium VIII. osztálya számára
- 1946: Atombomba. Atomfizika. Népszerűsítő könyv
- 1947: Természettan. Az egész fizika. Tankönyv az általános iskolák 7-8. osztálya számára
- 1948: Bevezetés a természettanba
- 1950: Fizikai kísérletek és eszközök. Tankönyv
- 1951: A legújabb kor fizikája
- 1952: Az Élő Fizika. Népszerűsítő könyv
- 1953: Játékos fizikai kísérletek. Mozgások és erők. Népszerűsítő könyv
- 1953: Elektromosságtan és Élet. Népszerűsítő könyv
- 1953: Kis Fizika I.
- 1954: Kis Fizika II. Tankönyv
- 1955: Az elektronok nyomában. Népszerűsítő könyv
- 1957: Túl a rádióhullámokon. A fény. Népszerűsítő könyv
- 1959: A fény és a sugárzások. A Kultúra Világa
- 1960: Kísérletezzünk és gondolkozzunk. Népszerűsítő könyv az egész fizikáról
- 1960: Tudomány, Technika, Élet. Népszerűsítő könyv
- 1960: Kísérletezzünk és gondolkodjunk
- 1960: A mikroszkóp és használata
- 1960: Tanulságos kísérletek. Népszerű elektrodinamika
- 1961: A legújabb kor fizikája. Atomfizika
- 1963: Érdekes fizikai kísérletek. Az egész fizika
- 1964: Fizika. A Kultúra Világa
- 1964: Színes atomfizika. Népszerűsítő könyv
- 1965: Kis atomfizika. Népszerűsítő könyv
- 1968: Klasszikus Fizika. Minerva Zsebkönyvek
- 1968: Sugárözönben élünk. Minerva Zsebkönyvek
- 1970: Elektrotechnika. Tankönyv
- 1972: A fegyverek fizikája. Tankönyv (speciális részek az egész fizikából)
- 1980: Színes fizikai kísérletek – a „semmiből”. Népszerűsítő képeskönyv
- 1981: Játékos kísérletek az elektronnal. Képeskönyv (válogatás az elektromosságtanból)
- 1997: Kísérletek könyve, Hogyan tanuljunk fizikát? 500 egyszerű fizikai kísérlet (az 1960-as „Kísérletezzünk és gondolkozzunk” reprint kiadása)[6]

## Emlékezete

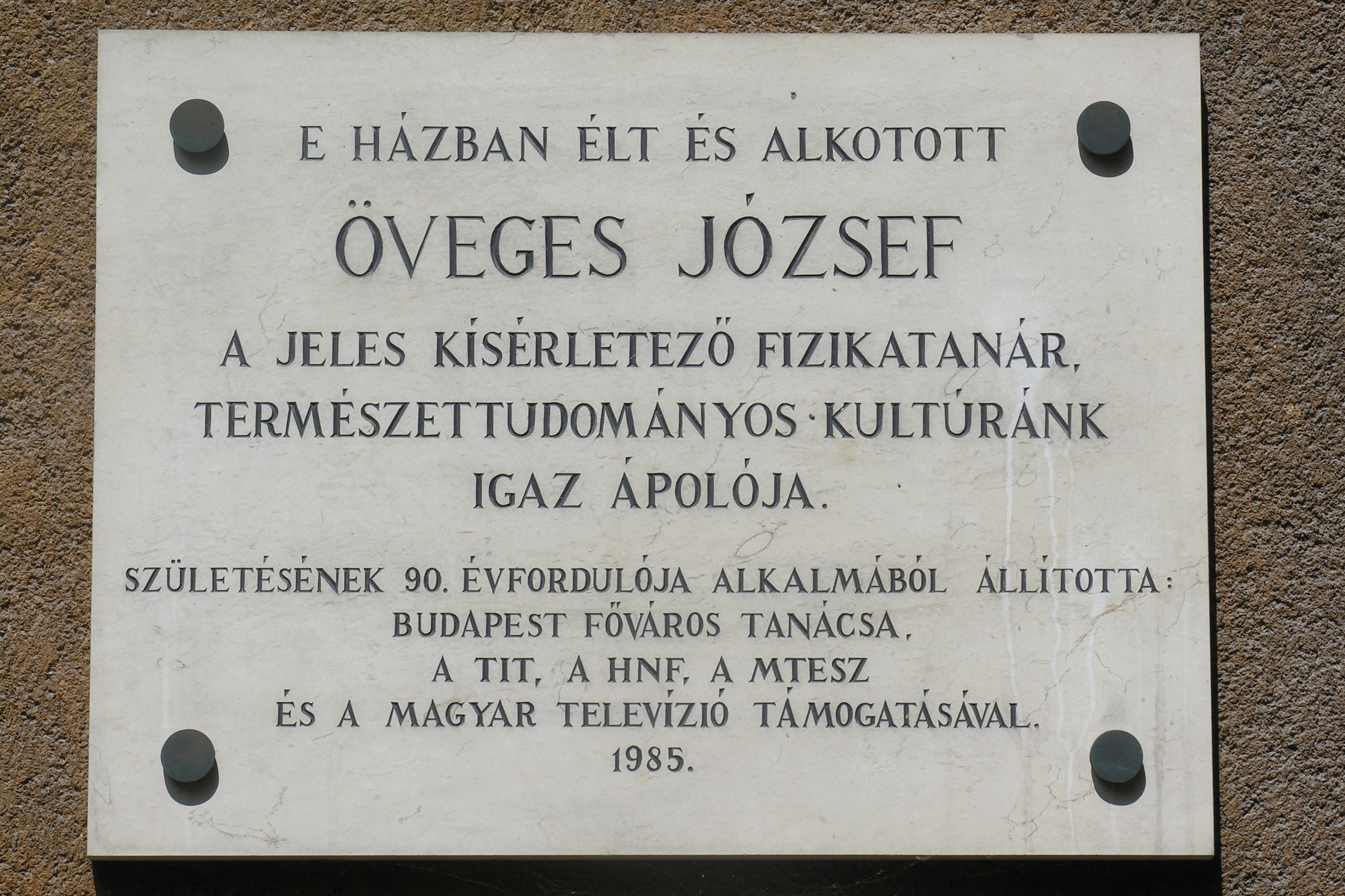
Öveges József emléktáblája egykori lakhelyén, a budapesti Varsányi udvar 2. szám alatt

- Nevét az országban számos általános és középiskola viseli.
- 1979 óta a tatai Eötvös József Gimnáziumban tartják meg az országos Öveges-emlékversenyt. Itt, a gimnázium I. emeleti folyosóján[7] születésének 85. évfordulóján emléktáblát avattak. Az emléktábla felirata:

„ÖVEGES JÓZSEF
1895-1979
Kossuth-díjas fizikus.
Ebben az iskolában tanított
1922-től 1924-ig és 1930-tól 1940-ig.
1980”
- A pákai iskola épületében 2000. március 15-én Öveges József emlékszobát avattak, munkásságának emlékeivel.
- Budapesten katolikus szellemiségű tanáregylet vette fel a nevét.[8]
- A TIT zalaegerszegi ismeretterjesztő egylete[9] az ő nevét viseli. Emlékére állandó kiállítást szerveztek a TIT Zsombolyai úti székházában (Budapest, Zsombolyai út 6.)
- A Nemzetközi Csillagászati Unió (International Astronomical Union, IAU) 2005. április 8-tól a 67 308-as sorszámú kisbolygót Övegesnek nevezte el Öveges József tiszteletére.[10]
- Családjának pákai házát 1993-ban emléktáblával jelölték meg.[11]
- A professzor életében nem teljesült álma, hogy tudományos játékszobákat létesíthessen, 1995-ben megvalósult a Csodák Palotája képében, melyben egy terem az ő nevét viseli.
- A Magyar Nukleáris Társaság az iskolai fizikaoktatás kísérletes jellegének erősítésére és a kísérletező fizikatanárok elismerésére 2006-ban Öveges József-díjat alapított.